# Podzámecký rybník (Rožmitál pod Třemšínem)
Podzámecký rybník o rozloze 17,8 ha se nalézá v centru města Rožmitál pod Třemšínem v okrese Příbram. Rybník je využíván pro chov kaprů a zároveň je útočištěm pro vodní ptáky.

## Popis
Rybník se rozkládá na 17,8 ha plochy. Z více než dvou třetin je obklopen zástavbou. Na jihovýchodě se nachází centrum města Rožmitál pod Třemšínem a ze severu jej obklopuje zástavba Starého Rožmitálu. Od zámku Rožmitál na jihozápad vede po hrázi rybníka stará voltušská cesta lemovaná lipovou alejí. Z ní je za Podzámeckým dvorem odbočka do Aleje královny Johanky, která vede podél rybníka a obchází jej ze západu do Starého Rožmitálu. Odtud do rybníka ústí jeho jediný přítok, řeka Vlčava, která se do něj vlévá z Malého a Velkého Kotelského rybníka a rybníka Obžery. Ústí Vlčavy je široce zarostlé náletovými dřevinami, důležitým hnízdištěm vodního ptactva, které se zde hojně vyskytuje. Rybník má tři výtoky – jižní a střední obcházejí zámek a tečou do rybníka Kuchyňka; východní protéká bývalým středověkým příkopem nazývaným Jalový potok, kterému místní obyvatelé romanticky přezdívají „Rožmitálské Benátky”.

## Historie
Rybník vznikl z původní bažiny pravděpodobně v 2. polovině 13. století, kdy byl v jeho blízkosti založen hrad Rožmitál. Z rybníka bylo možné v případě potřeby napájet vodní příkop, který doplňoval obranu hradu a města ze severozápadní strany. Se vznikem města v podhradí, byl z východní strany rybníka vyveden hradební příkop, nyní nazývaný Jalový potok, který spolu s městskou hradbou tvořil obranný prvek města. Z Jalového potoka také vedl náhon Podbranského mlýna, na jehož místě se nachází Podbrdské muzeum.

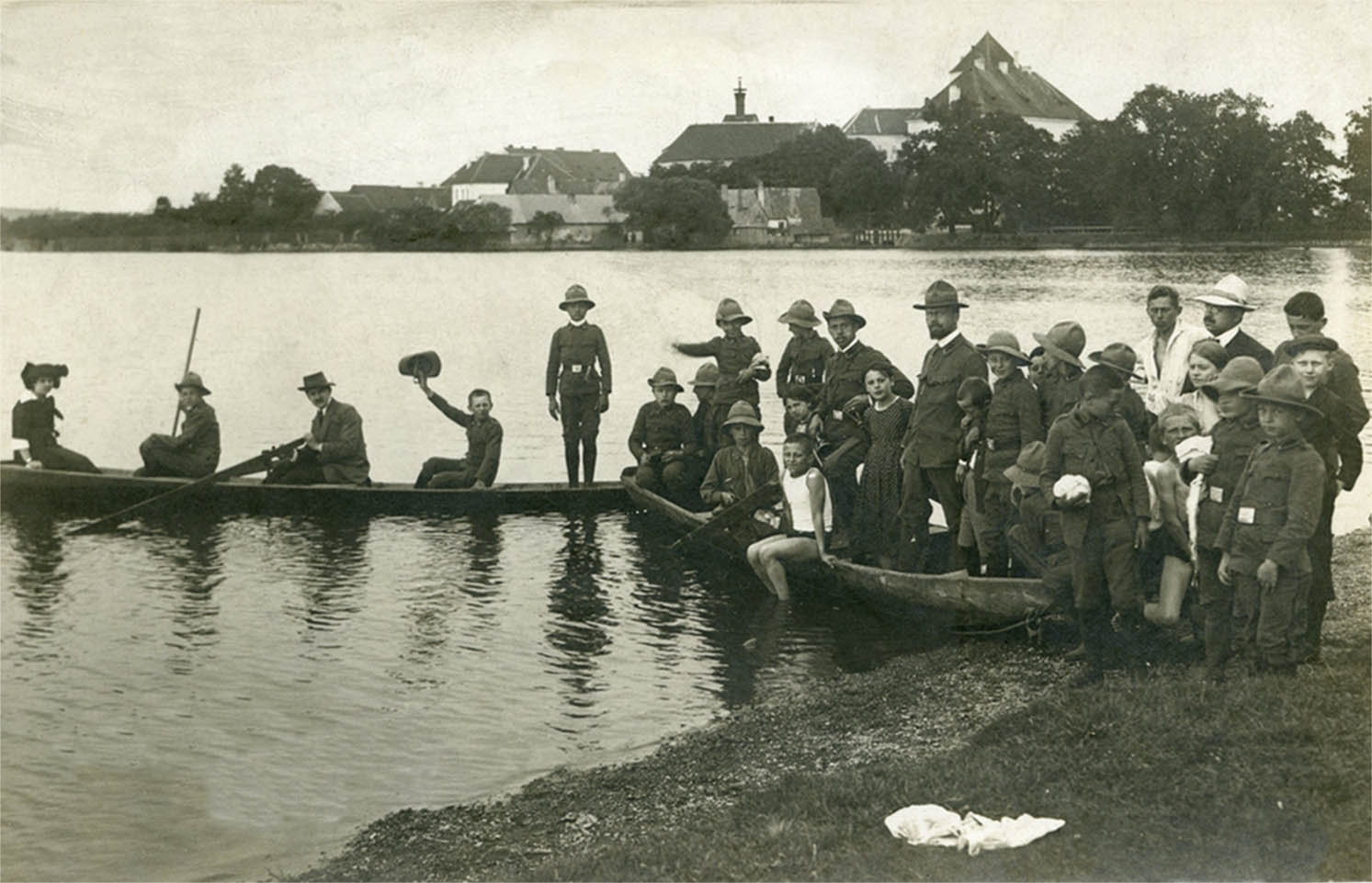
Skauti na Podzámeckém rybníku (mezi 1911–1914)

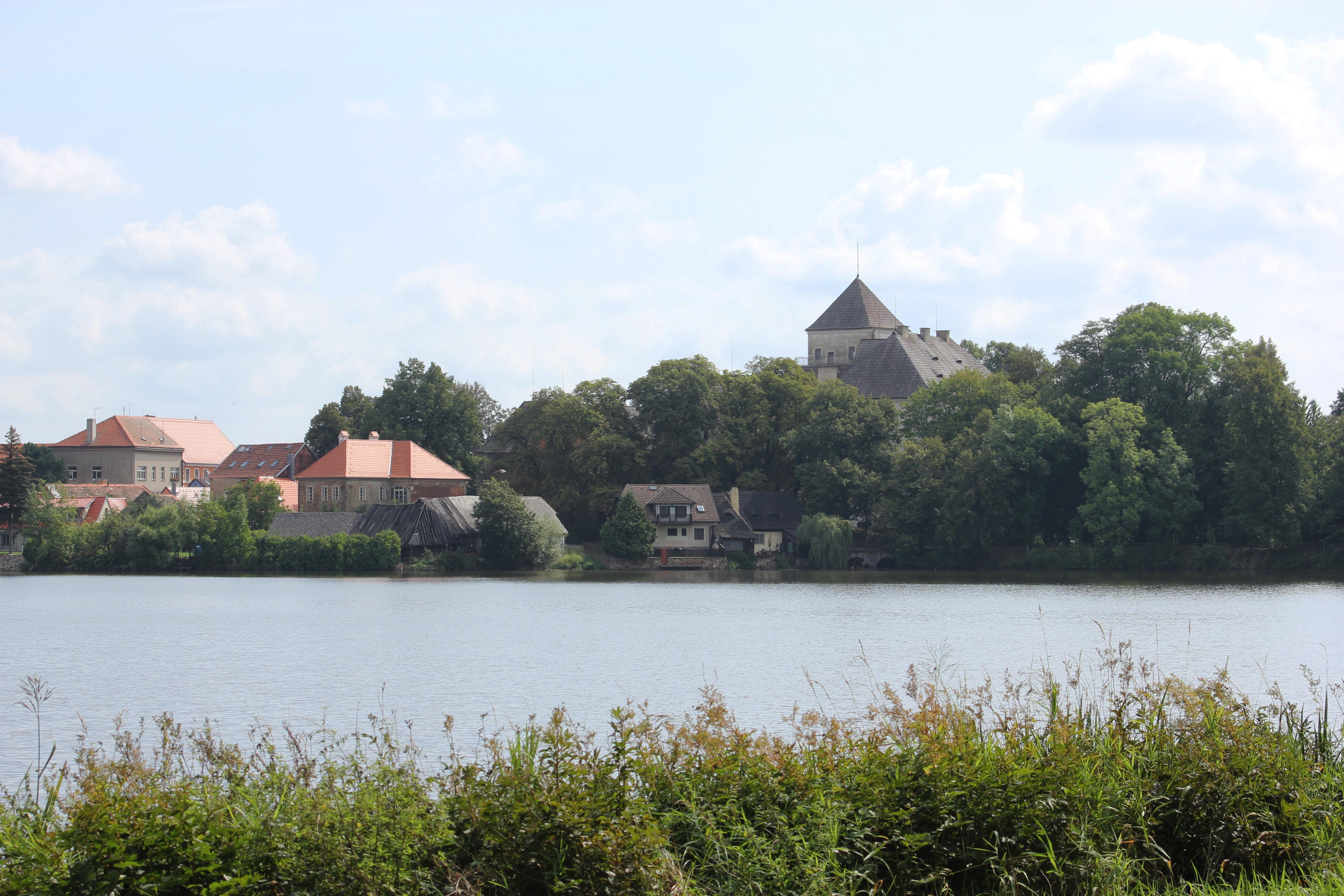
Podzámecký rybník (2022)

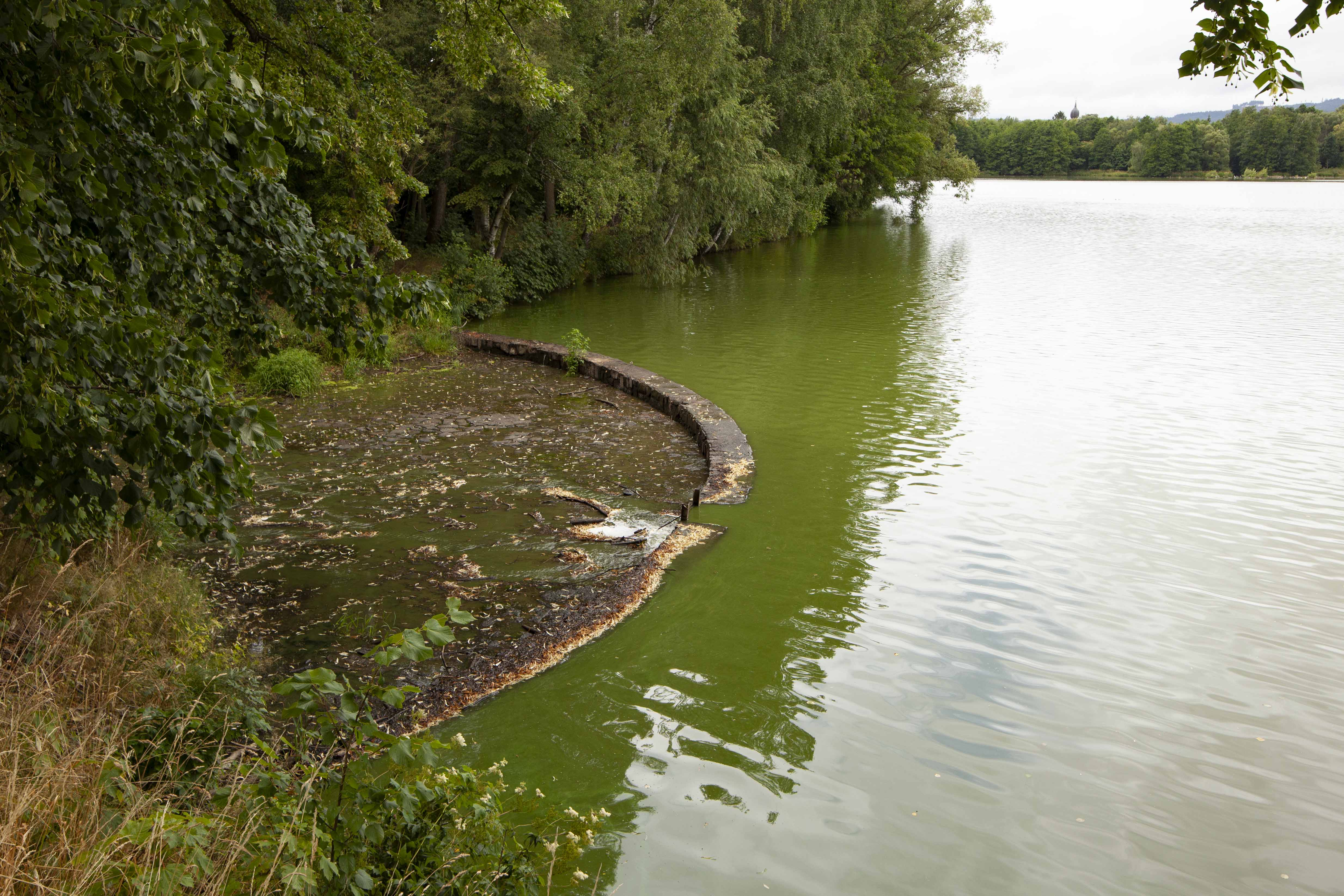
Kašnový přeliv Podzámeckého rybníka (2023)

Rybník byl poškozen při velké povodni v roce 1895. Nastal tak velký příval srážek, že se mezi 21. a 22. hodinou zvedla hladina rybníka o 120 cm, čímž se voda přelila přes hráz.
V knize Františka A. Slavíka Rožmitál pod Třemšínem a jeho okolí (1930) je o Podzámeckém rybníku zmíněno, že „bývá často osudný nedočkavým a nerozumným odvážlivcům, kteří si v zimě zkracují cestu přes rybník, pustivše se na slabý led, berou v mrazivé vodě studenou lázeň.” Také není doporučován pro bruslení, zvláště ne pro děti, protože se kvůli své hloubce a vodním proudům „stal hrobem už několika příliš nedočkavých dětí a dospělých”. Osudný se stal i rožmitálskému spisovateli Rudolfu Hofmeisterovi, který bydlel v domě č.p. 41 na břehu rybníka. Hofmeister, který rád rybník přeplavával, zemřel v roce 1934 na zápal plic.

### Ledařství
Do 60. let 20. století na Podzámeckém rybníku každou zimu pracovali ledaři, kteří vyřezávali kusy ledu z hladiny rybníka. Odběratelem ledu byl zdejší pivovar, hospody a řeznictví. Led se z rybníka ihned odvezl na saních k odběrateli, kde se skládal do lednic, což byly velké klenuté sklepy, do kterých se ledu navezlo až po strop. V lednicích pak vydržel až do další zimy. Obvykle se led těžil do Vánoc, protože po Vánocích již bylo nejisté počasí. Kostky ledu se svážely do hostinců a sklepů u Fryaufů ve Starém Rožmitále, na zámek, na Slávii, do Panského domu, na Korunu a na Plzeňku. Ledování na rybníku bývala oblíbená podívaná, ale pro ledaře to byla obtížná práce, protože řezat křehký led se muselo umět. První chladírenské pulty se objevily již po 2. světové válce, ale hospodští hořekovali, že nejsou dostatečně výkonné a neudrží pivo studené stejně jako starý dobrý led z Podzámeckého rybníka.

### Úprava rybníka v roce 1967
V roce 1967 Státní rybářství Blatná usoudilo, že je rybám v Podzámeckém rybníku zima, a proto se rozhodlo, že je zahřeje. V ústí Vlčavy do Podzámeckého rybníka, byl vybudován betonový jez, který zvedl hladinu o 30–40 cm. Kolem rybníka, po jeho jihozápadní straně, byla zřízena obtoková strouha, kudy měla studená voda odtékat přímo do rybníka Kuchyňka. Stavidla na konci zámecké zahrady byla odstraněna a nahrazena kašnovým přelivem. Stavidla druhého a třetího pomocného přelivu na levém břehu a stavidla přibližně uprostřed hráze byla přestavěna. Na těchto stavidlech byla zřízena ze tří stran česlová stěna a čtvrtá stavidla zůstala bez opravy. Součástí přestavby bylo vytvoření obtokové stoky, jejíž funkce spočívala v převedení normálních vod mimo rybník, aby voda v rybníce nebyla ochlazována. Retenční funkci rybníka tvořil kruhový přepad, který zabezpečoval převedení maxima velkých vod. Tato změna však vedla k pravidelným jarním záplavám domů obyvatel ve Starém Rožmitále. Starorožmitálský občanský výbor nechal na stavbu jezu vypracovat posudek u odborníků z rožmitálské vojenské posádky, který byl podkladem stížnosti, která byla zaslána na Městský národní výbor, Okresní národní výbor v Příbrami a Státnímu rybářství Blatná. Stížnost ale zůstala bez odpovědi a problém se záplavami přetrvával. V noci z 21. na 22. červenec 1980 postihla povltavskou oblast velmi silná bouře s mimořádně prudkým přívalovým deštěm, která způsobila v Rožmitále i ve Starém Rožmitále velikou povodeň a rozsáhlé záplavy. Voda zaplavila domy, zahrady i házenkářské hřiště a zničila kotelnu nově postaveného Kulturního domu. Povodeň se stala podkladem pro další výzvu na odstranění jezu, která však opět zůstala bez odpovědi. Další rok, téměř na den přesně, přišla další povodeň, která způsobila obdobné škody na majetku.
V roce 1981 začal o problému s Podzámeckým rybníkem jednat odbor vodního a lesního hospodářství Středočeského kraje. Ve zprávě o výsledku jeho šetření bylo konstatováno nedostatečné odtokové možnosti obtokové strouhy a problém betonového jezu, který je příčinou záplav. Jako řešení byla jednoznačně uvedena nutnost snížit jez o 40 cm, Státní rybářství Blatná bylo však ochotné snížit jez jen o 20 cm. Občanský výbor stále trval na kompletním odstranění, na což státní podnik nechtěl přistoupit. Ještě v roce 1981 nechal MNV v Rožmitále vykácet náletové dřeviny okolo jezu a na podzim bylo přislíbeno značné rozšíření koryta potoka, včetně odstranění dlouholetých skládek na březích. K odstranění jezu ovšem opět nedošlo. V roce 1983 se občané obrátili se stížností na Federální shromáždění Československé socialistické republiky, ale ani to nepřineslo žádný výsledek, neboť nic nesmělo narušit plán produkce ryb. Teprve až v roce 1992 byl po 25 letech jez odstraněn a současně byla zlikvidována i obtoková strouha.

### Povodeň 2002
Další velká voda přišla až s velkou povodní v roce 2002. V pondělí 12. srpna 2002 se Vlčava vylila z koryta. Dobrovolní hasiči a vojáci z místní posádky evakuovali starší lidi z ohrožených domků na nábřeží ve Starém Rožmitálu. Před půlnocí došlo k protržení Farského rybníka a následná přívalová vlna zaplavila domy u řeky až do půlmetrové výšky. Ráno voda opadla.
Čtyři roky poté dne 28. května 2006 přišla další povodeň, jejíž dopady zvýraznilo zanesené koryto Vlčavy spolu se zabahněným a zarostlým Podzámeckým rybníkem. Škody sice nebyly tak vážné jako v roce 2002, ale obdobné jako povodeň v roce 1980. Další povodně opět dovedly obyvatele Rožmitálu, aby se znovu dovolávali vyčištění koryta Vlčavy a odbahnění Podzámeckého rybníka. Problém je však těžko řešitelný nejen kvůli vysokým finančním nákladům na realizaci, ale především kvůli majetkovým poměrům. Koryto Vlčavy ve Starém Rožmitále až po ústí Podzámeckého rybníka vlastní město Rožmitál pod Třemšínem. Podzámecký rybník vlastní Arcibiskupství pražské, které jej dlouhodobě pronajímá společnosti Blatenská ryba, Jalový potok vlastní od roku 2018 soukromá osoba a odtok Podzámeckého rybníka do Kuchyňky je v majetku Úřadu pro zastupování státu ve věcech majetkových.
V prosinci 2024 bylo z břehu rybníka u parkoviště odstraněno stromořadí topolů černých, který byly „přerostlé” a hrozilo způsobení škody na majetku či na životech.

## Ekologie

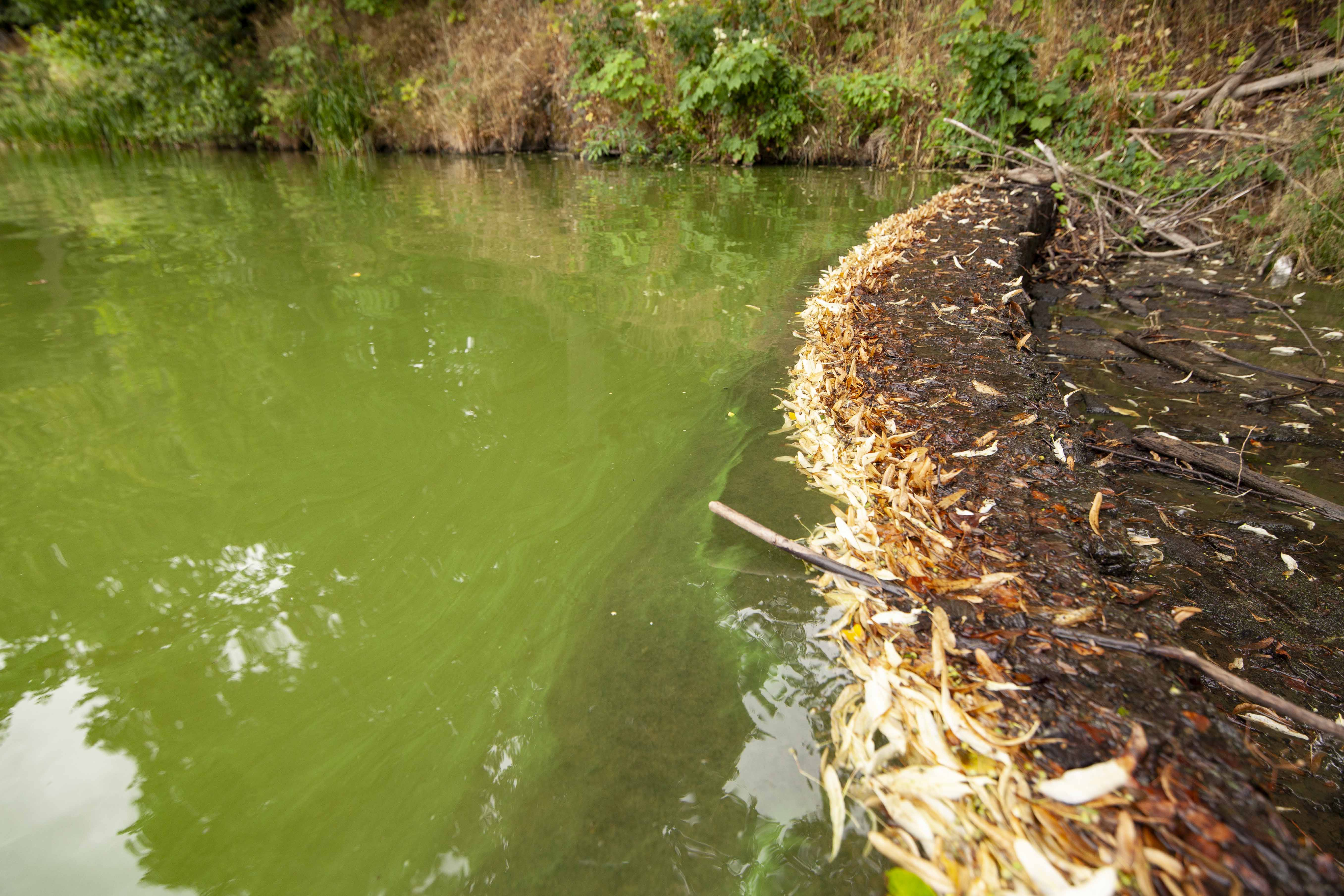
Zamoření sinicemi (červenec 2023)

Podzámecký rybník byl vždy využíván k chovu kaprů. Dosud (2022) nebyl nikdy odbahněn a problémem zůstává i zarůstání náletovými dřevinami. Při výlovu rybníka v roce 2021 jeden z rybářů zapadl do bahna tak hluboko, že na jeho vytažení museli být přivoláni hasiči.

## Přírodní poměry

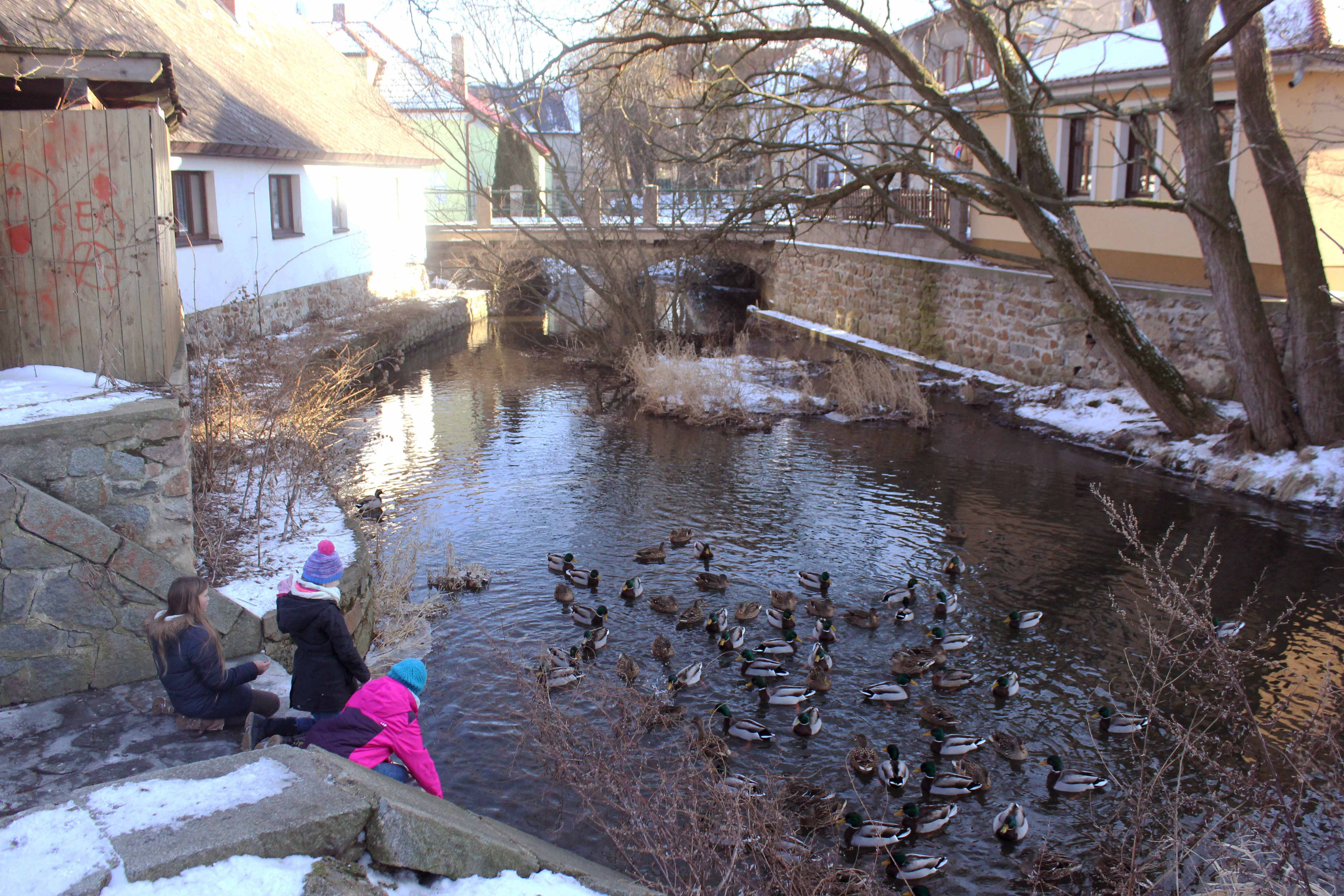
Kachny divoké zimující na Jalovém potoce (2019)

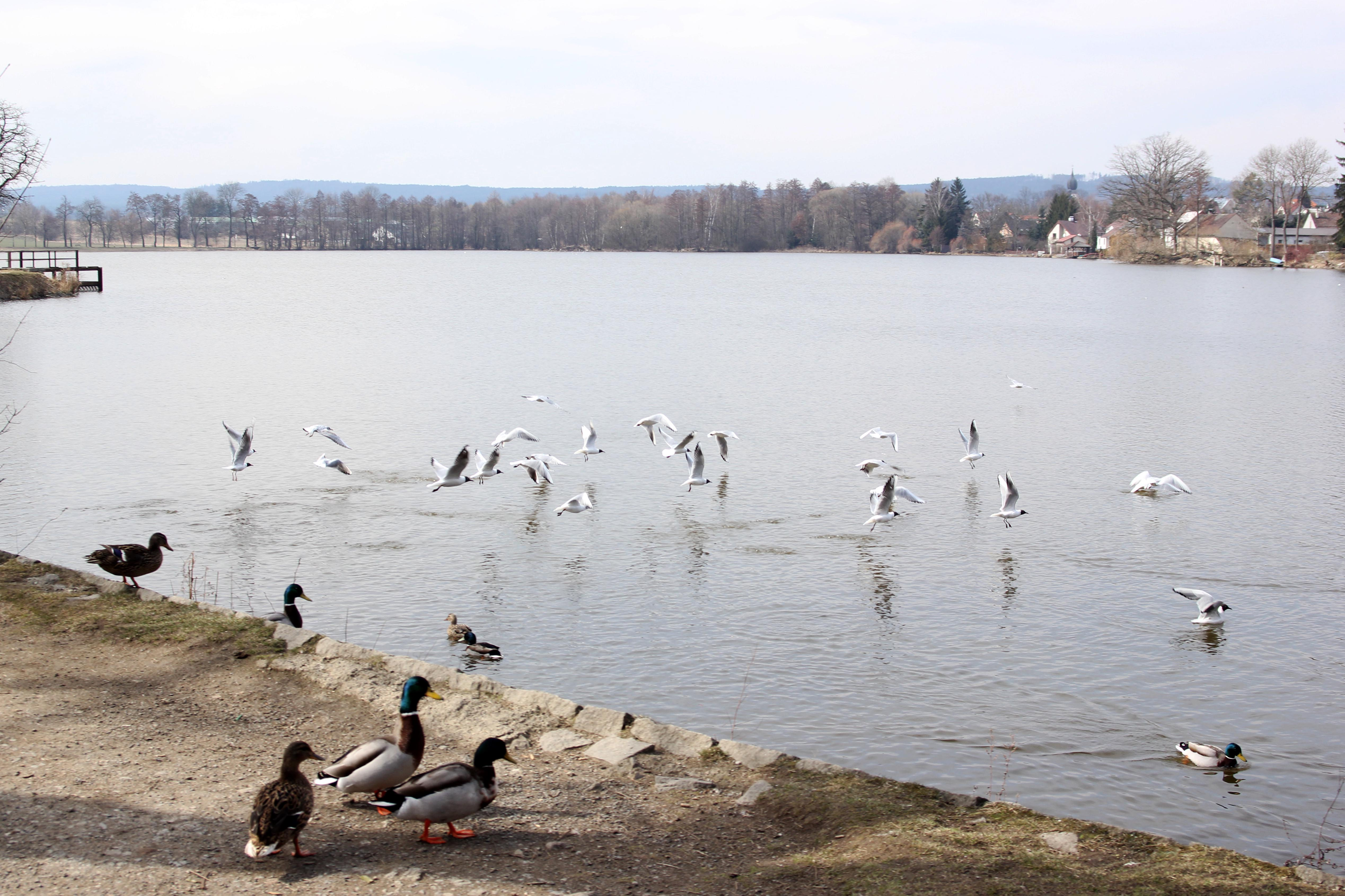
Kachny divoké a racci chechtaví na Podzámeckém rybníku (2022)

### Flora
Z rostlinných druhů se zde v malém počtu vyskytuje chrastice rákosovitá (Phalaris arundinacea), která je často vysazována pro zabezpečení břehů. Dalšími druhy jsou rákos obecný (Phragmites australis), puškvorec obecný (Acorus calamus), orobinec širolistý (Typha latifolia). V okolí rostou olše lepkavé (Alnus glutinosa), jírovce maďaly (Aesculus hippocastanum) a jasany ztepilé (Fraxinus excelsior). V menším počtu se zde vyskytuje leknín bílý (Nymphaea alba), vysazený spíše v okolí domů. Druhy mikroskopických organismů vyskytujících se v Podzámeckém rybníku jsou typické pro eutrofní vody. Žije tu například zelená řasa pediastrum, jednobuněčné bičíkaté eugleny a ve velkém počtu také sinice.

### Fauna
Rybník je užíván k chovu a nejvíce vysazovanou rybou je kapr obecný (Cyprinus caprio). Mezi dalšími druhy jsou amur bílý (Ctenopharyngodon idellus), tolstolobik bílý (Hypophthalmichhtys molitrix), štika obecná (Esox lucius) či lín obecný (Tinca tinca). Vzácně se zde může objevit pstruh obecný (Salmo trutta), vysazovaný do Velkého Kotelského rybníka.
Rybník a jeho okolí je také útočištěm pro mnoho druhů ptáků. Nejhojnější je kachna divoká (Anas platyrhynchos). Dále se zde vyskytuje labuť velká (Cygnus olor), lyska černá (Fulica atra), potápka roháč (Podiceps cristatus), volavka popelavá (Ardea cinerea), racek chechtavý (Chroicocephalus ridibundus), čáp bílý (Ciconia ciconia), polák chocholačka (Aythya fuligula) a ťuhýk obecný (Lanius collurio).

## Majitelé
Podzámecký rybník vždy patřil majitelům rožmitálského panství – Pánům z Rožmitálu, Gryspekům z Gryspachu a po bitvě na Bílé hoře pražskému arcibiskupství, kterému panství vlastnilo až do znárodnění v roce 1948. Poté rybník spravovalo Státní rybářství Blatná. Po roce 1989 rybník připadl státnímu majetkovému fondu. V roce 2013 o něj spolu s dalšími rybníky na rožmitálsku, zažádalo pražské arcibiskupství v rámci zákona o restitucích a Podzámecký rybník se opět vrátil do jeho vlastnictví. Rybník má dlouhodobě v nájmu společnost Blatenská ryba, spol. s r.o.